# Karl Rahner
Karl Rahner SJ (Freiburg, 1904. március 5. – Innsbruck, 1984. március 30.) német jezsuita szerzetes, filozófus, akit széles körben a 20. század egyik legfontosabb római katolikus teológusának tartanak. A második vatikáni zsinat egyik vezető teológusa. Munkásságának főbb tézisei beépültek a zsinat dokumentumaiba.

## Élete

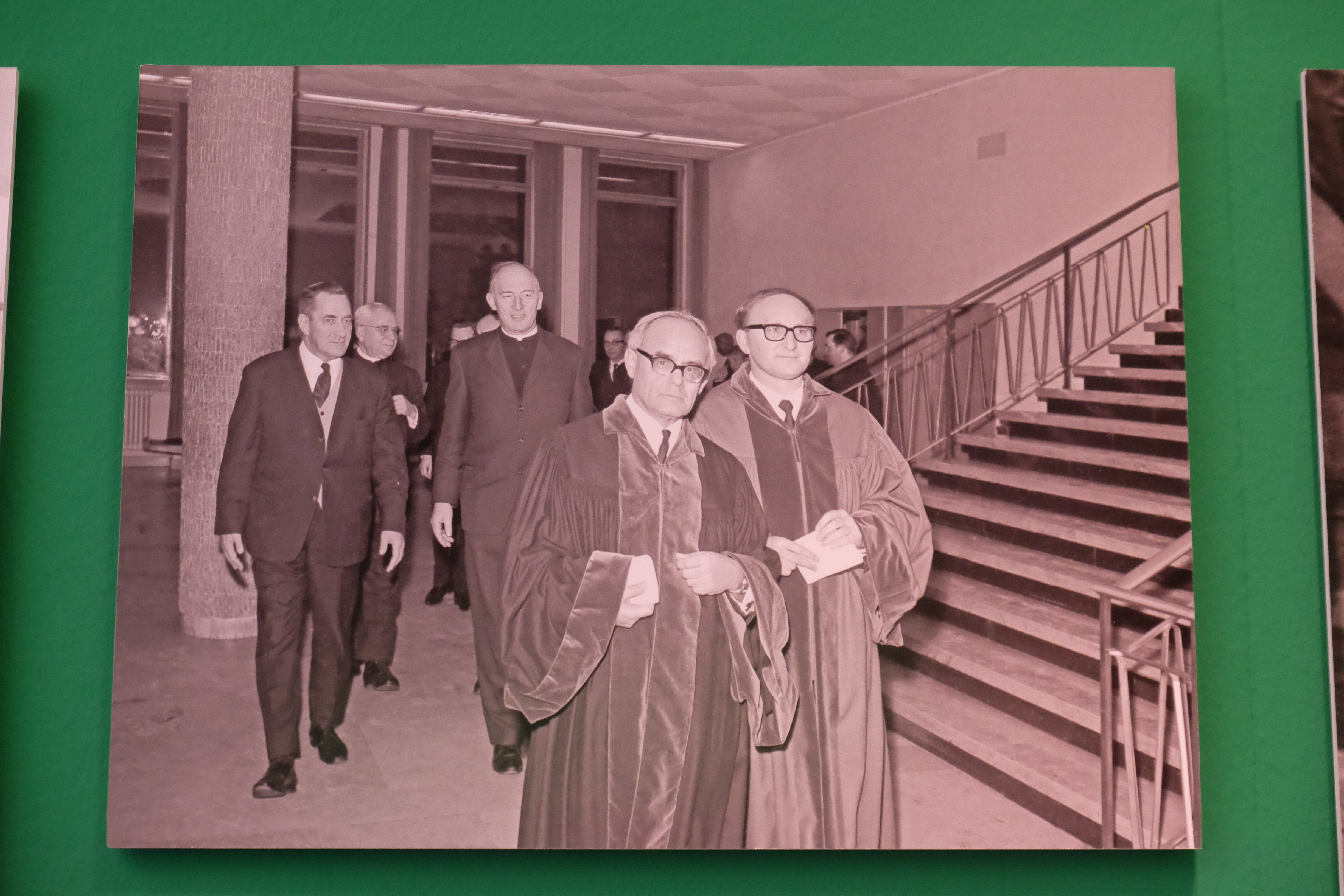
Karl Rahner (elöl) 1971-ben

Apja gimnáziumi tanár volt, anyja egyszerű asszony. Testvére, a négy évvel idősebb Hugo jezsuita lett. 1922-ben Karl is belépett a jezsuita rendbe, bár bátyja nem befolyásolta döntésében.
1924–27 Pullachban filozófiát, majd 1929–32 Valkenburgban (Hollandia) teológiát tanult és végzett. 1932. július 26-án Münchenben szentelték pappá. 
1934–36 Freiburgban tanult filozófiát. 1936-ban Innsbruckban teológiai doktorátust szerzett.
Ez idő alatt Freiburgban eljárt Martin Heidegger szemináriumára, akit mesterének tartott és módszert tanult tőle.
Kantot és a jezsuita Joseph Maréchal műveit elemezve kidolgozta transzcendentális módszerét. Professzora azonban nem fogadta el Kantról és Maréchalról szóló disszertációját, amely Geist in Welt (Szellem a világban) címen csak 1939-ben jelent meg Innsbruckban.
1939–44 között Bécsben tanított. A II. világháború végén, 1944–45-ben lelkipásztori szolgálatot teljesített Alsó-Bajorországban.
A II. világháború után felfigyelt a Németországban és Franciaországban kibontakozó liturgikus és teológiai megújulásra, és nemsokára, a II. vatikáni zsinatot megelőző időkben ő lett a haladó teológia egyik fő képviselője.
1948–1964 között dogmatika és dogmatörténet professzor Innsbruckban.
1950-től egyre több tanulmányt tett közzé különböző folyóiratokban. 1954-ben, XII. Piusz – anélkül, hogy megnevezte volna – személyesen bírálta Rahner nézeteit a szentmisére vonatkozóan. Ekkoriban Rahner írásait előzetes római cenzúrának akarták alávetni, de befolyásos személyiségek közbelépésére XXIII. János pápa ezt nem foganatosította.
Meghívták a II. vatikáni zsinat teológiai tanácsadójának; majd XXIII. János pápa kinevezte zsinati szakértőnek. Teológiája – a többi haladó katolikus teológuséval – jelentős hatást gyakorolt a zsinat dokumentumaira, amit a konzervatívok (pl. Lefebvre) a zsinat rettentő szerencsétlenségének tartottak.
1964–1967 között Romano Guardini utódjaként Münchenben, majd 1967–71 között Münsterben tanított.
1971-ben nyugdíjba vonult, ezután a müncheni jezsuita filozófiai főiskolán a filozófia és teológia határkérdéseivel foglalkozott. 1981-től Innsbruckban élt. 1984 tavaszán hunyt el.

## Munkássága
Már korán a neotomizmus alapjait lefektető Joseph Maréchal hatása alá került. Első nagy műve, a Geist in Welt (1939) már tartalmazza a rahneri rendszer egyik alapgondolatát, azt, hogy a megismerést „lét-relációként" kell értelmezni, s a keresztény metafizika tárgya egy sajátos, nem-tematikus „kinyúlás" a létre általában. Ezt egészíti ki azután egy újabb műve, a Hörer des Wortes (1941), amelyben a „létre való kérdezés" antropológiai problémává, az Isten-ember viszony lényegi tartalmává bővül. Ezen az alapon születnek később Rahner alapvető antropológiai és krisztológiai tanulmányai (a Schriften zur Theologie 15 kötetében), ezen a bázison épül fel az „anonim kereszténység" elmélete is; s ez teszi Rahnert a világért elkötelezett kereszténység, a világnézetek közötti dialógus, a II. Vatikáni Zsinat szellemében való megújulás iskolát teremtő képviselőjévé. Működése hatalmas mértékben járult hozzá a katolikus filozófiai és teológiai gondolkodás „felnőtté válásához", ahhoz, hogy a katolikus gondolkodás sikeresen zárkózhatott föl a modern bölcseleti irányzatok sorához.
Újszerű teológiai meglátásait főként tanulmányokban (16 kötetben) fejtette ki. Az Ige hallgatója című munkája vallásfilozófiájának összefoglalása. Egyedül A hit alapjai című művében foglalta össze teológiáját.
A második vatikáni zsinat dokumentumai közül az egyháztannal foglalkozó Lumen Gentium és az evilági dolgok teológiáját tárgyaló Gaudium et Spes kezdetű konstitúciók kidolgozásában volt vezető szerepe.
Törekvése volt, hogy a katolikus hittételeket az egzisztencialista filozófia tekintetbevételével újrafogalmazza és a katolikus teológia számos kérdésének a nyitottságát világossá tegye.
Teológiája a jezsuita neoskolasztikus teológiára épülve sikeresen kapcsolta össze a teológiai hagyományt kora kérdésfelvetéseivel.
Jellemző művére az egyházatyák – vagyis az első századok keresztény teológusainak – beható ismerete és reflexiója, valamint a jezsuita rend alapítójának Loyolai Szent Ignácnak lelkisége, amelyhez kapcsolódva lelkigyakorlatokat is összeállított.
Filozófiai forrásai, elsősorban a belga jezsuita Joseph Maréchal és Martin Heidegger német idealista filozófus. Elméleti teológiai munkáin túl számos gyakorlati teológiai művet írt.
Halála után, a római Pápai Szalézi Egyetem kiadásában megjelent szentségtani összefoglaló mű címe: A szentségtan Rahner után — arra utal, hogy teológiája mérföldkő volt az egyházban a szentségekről szóló tanításban is.
Nevéhez fűződik az anonim kereszténység elméletének a kidolgozása és az antropológiai teológia legismertebb megfogalmazása.
Az anonim kereszténység lényege: lehetséges az, hogy valaki elvben közömbös legyen a kereszténységgel, sőt az Isten-problémával szemben, sőt, hogy kifejezetten hitetlennek deklarálja magát, s ugyanakkor magatartásával alapvetően keresztény érzületről tanúskodjék, tehát öntudatlan, akár önmaga ellenére való kereszténynek legyen tekintendő.
Rahner a nouvelle théologie irányzat egyik fő képviselője, a transzcendentális teológia kifejlesztője volt.

## Bírálatok
Rahner a katolikus hagyományos tanítástól eltérő írásai miatt a konzervatívok (integristák) részéről sok bírálatban részesült.
Az egyházból kiközösített integrista érsek, Lefebvre megjegyezte róla, hogy a néhai Rahner a müncheni egyetemen a legkisebb terjedelemre korlátozta a szenthagyományt, gyakorlatilag tagadta a megtestesülést (incarnatio), szüntelenül arról beszélve, hogy a mi Urunk "természetes módon fogant ember", tagadta az áteredő bűnt és a szeplőtelen fogantatást és magasztalta a teológiai pluralizmust.
Rahnert szintén bírálják, amiért írásaiban tagadta a kenyér és a bor átváltoztatását (transsubstantiatio) Krisztus testévé és vérévé a szentmisében, vagyis a valós jelenlétet. Rahner szerint csupán a kenyér és bor jelentése változott meg (transsignificatio).
Az anonim kereszténység eszméjét a hagyományhű és liberális katolikusok egyaránt támadják. A konzervatívok szerint Rahner megigazulást tanít anélkül, hogy az illető részéről ezen felül bármire, hitre, keresztségre, megtérésre, jó cselekedetekre lenne szükség, a liberálisok szerint pedig az anonim kereszténység olyat tulajdonít mondjuk egy őszinte muszlimnak, zsidónak, vagy ateistának – hogy ő titkon keresztény lenne – amit az önhitt feltételezésként utasítana vissza.

## Magyarul megjelent művei
- Szólok a hallgatag Istenhez; inː Imádság és élet; Im Kommissionsverlag der Carinthia Klagenfurt, München, 1967
- Karl Rahner–Herbert Vorgrimlerː Teológiai kisszótár; ford. Endreffy Zoltán, közrem. Kuno Füssel; Szt. István Társulat, Bp., 1980
- A hit alapjai. Bevezetés a kereszténység fogalmába; ford. Endreffy Zoltán; Szt. István Társulat, Bp., 1983
- Népi vallásosság; szerk. Karl Rahner, Christian Modehn, Michael Göpfert, ford. István Éva; OMC, Bécs, 1987
- Az élet imádságai; bev. Karl Lehmann, ford. Búzás József, Szt. István Társulat, Bp., 1988
- Itt nyom a cipő. Karl Rahner válaszol fiatalok leveleire; Élet, Basel, 1990 (Az ifjúság és világa)
- Az ige hallgatója. Vallásfilozófiai alapvetés; ford. Gáspár Csaba László; Gondolat, Bp., 1991 ISBN 963 282 615 9; Johannes Baptist Metz átdolgozása jegyzetek és vita nélkül, 1963 június, 1941. alapján (1985)
- Hit, szeretet, remény. A lelki élet olvasókönyve; ford. Dévény István; Egyházfórum, Bp.–Luzern, 1991 (Egyházfórum könyvei)
- Mit jelent Jézust szeretni?; ford. Gaál András; Herder, Bp., 1993
- Egyházreform. Lehetőség és feladat; bev. J. B. Metz, ford. Jakabffy Tamás; Egyházfórum, Bp., 1994
- Isten: rejtelem. Öt tanulmány; vál., ford. Várnai Jakab; Egyházfórum, Bp., 1994
- Karl Rahner: Az evangéliumi tanácsok / Hans Urs von Balthasar: A három evangéliumi tanácsról; ford. Urbán József; Szepi, Szeged, 1995
- Kedves Rahner atya! Fiatalok leveleire válaszol Karl Rahner; ford. Kalász Vilmos; Új Ember, Bp., 1996 (Új Ember könyvek)
- A Szentháromság. Az üdvtörténet eredendő, transzcendens alapja; ford., utószó Görföl Tibor; L'Harmattan, Bp., 2007 (Coram Deo klasszikusok)